# Скрипченко Ельміра Федорівна
Ельміра Федорівна Скрипченко (нар. 17 лютого 1976, Кишинів) — французька шахістка, міжнародний майстер та жіночий гросмейстер. Чемпіонка Європи 2001 року.
Її рейтинг на березень 2020 року — 2418 (48-ме місце у світі, 2-ге —  серед шахісток Франції).

## Шахи
Ельміра Скрипченко почала грати в шість років. Батько за національністю українець, а мати — вірменка, обидва вони педагоги і шахові тренери.
1991 року в складі збірної вже незалежної Молдови вперше взяла участь у чемпіонаті світу серед дівчат. 1992 року в місці Дуйсбург стала чемпіонкою у віці до 16 років, а 1993 здобула бронзову нагороду в категорії до 18.
1997 року одружилася з французьким гросмейстерои Жоелем Лотьє і згодом переїхала жити у Францію. Попри розлучення з Лотьє в 2002 році, вона стала громадянкою Франції у 2001 і продовжувала там проживати. Потім одружилася з французьким гросмейстером Лоранои Фрессіне і в січні 2007 народила дочку.
2001 року 25-річна Ельміра Скрипченко досягла найбільшого успіху, станом на 2015 рік вигравши індивідуальний чемпіонат Європи серед жінок. Тоді її визнали «найкращим спортсменом 2001 року в Молдові» й нагородили Орденом національних заслуг.
2004 року виграла кубок Північного Уралу, другий міжнародний супертурнір серед жінок. В цьому дев'ятираундовому турнірі за круговою системою, що проходив у Краснотур'їнську, взяли участь десять найсильніших шахісток світу. Скрипченко на пів очка випередила Маю Чибурданідзе, колишню чемпіонку світу, а також здолала її опір в особистій зустрічі. 2005 року виграла Biel's Accentus Ladies Tournament. Досягала чвертьфіналів на чемпіонатах світу за системою плей-оф 2000, 2001 та 2010.
Брала участь в індивідуальному чемпіонаті Франції серед чоловіків (2002, 2003). Вигравала жіночий чемпіонат Франції у 2004, 2005, 2006, 2010, 2012 і 2015 роках. В складі різних команд вона вигравала Національну шахову лігу Франції: NAO Chess Club (2003 та 2004) і Clichy Echecs (2007, 2008, 2012 та 2013), а також німецьку шахову бундеслігу в складі команди Вердер Бремен (2005). Здобула п'ять перемог на клубному кубку Європи в складі команди d'échecs de Monte-Carlo (2007, 2008, 2010, 2012 та 2013).
Взяла участь у кількох шахових олімпіадах спочатку в складі збірної Молдови, а потім Франції. При цьому кожного разу виступала на першій шахівниці. Також є членом ACP Board (Асоціація шахових професіоналів).
У жовтні 2015 року з результатом 4½ очка з 11 можливих (+2-4=5) розділила 9-11 місця на першому етапі серії гран-прі ФІДЕ, що проходив у Монте-Карло (Монако).
У листопаді 2015 року в складі збірної Франції посіла 5 місце на командному чемпіонаті Європи, що проходив у Рейк'явіку. Крім того, набравши 5½ очок з 8 можливих (+5-2=1), Ельмфіра посіла 3 місце серед шахісток, які виступали на другій шахівниці.

## Покер
Скрипченко брала участь у головних турнірах з покеру. 2009 року посіла сьоме місце на турнірі серії World Series of Poker (варіант техаський холдем no limit), вигравши $78,664. 2011 року виграла $50,000, коли фінішувала другою на celebrity invitational tournament серії World Poker Tour. Станом на 2011 рік її грошовий виграш на різних турнірах з покеру перевищував $250,000.

## Сьогі
Скрипченко також грає в сьоґі. 2011 року, в рамках 5-го Міжнародного форуму сьоґі, була єдиною гравчинею, що в сеансі одночасної гри на трьох дошках, маючи фору в 2 фігури, перемогла 18-го пожиттєвого мейдзіна Моріуті Тосіюкі.

## Зміни рейтингу
| На цьому місці має відображатися графік чи діаграма, однак з технічних причин його відображення наразі вимкнено. Будь ласка, не видаляйте код, який викликає це повідомлення. Розробники вже працюють для того, щоби відновити штатне функціонування цього графіка або діаграми. | |
| | На цьому місці має відображатися графік чи діаграма, однак з технічних причин його відображення наразі вимкнено. Будь ласка, не видаляйте код, який викликає це повідомлення. Розробники вже працюють для того, щоби відновити штатне функціонування цього графіка або діаграми. |